# Ľudovít Feld
Ľudovít Feld (* 19. März 1904 in Košice; † 18. Mai 1991 ebenda) war ein tschechoslowakischer Maler, Grafiker und Zeichner. Er wurde 1944 in das Konzentrations- und Vernichtungslager Auschwitz deportiert, wo er als Zwergwüchsiger Opfer der Menschenversuche Josef Mengeles wurde.

## Leben
Feld wuchs als eines von neun Kindern einer jüdischen Familie in bescheidenen Verhältnissen in Košice auf. Zwischen 1916 und 1923 besuchte er das dortige Realgymnasium. Zwischen 1922 und 1925 studierte er außerdem an der privaten Zeichenschule von Eugen Krón Grafik. 1925 wechselte er mit einem Stipendium auf die Ungarische Akademie der Bildenden Künste in Budapest, wo er bei Nándor Lajos Varga (1895–1978) und Viktor Olgyai studierte. 1935 gründete Feld eine private Mal- und Zeichenschule in Košice. Zu seinen Schülern zählten Jozef Haščák, Július Hegyessy und Arpád Račko.
Košice wurde in der Folge des Ersten Wiener Schiedsspruchs 1938 von der Tschechoslowakei an Ungarn abgetreten und 1944 von der Wehrmacht besetzt. Feld wurde in das am 24. April 1944 in einer Ziegelei bei Košice-Kassa eingerichtete Ghetto verbracht, wo in zwei Lagern unter katastrophalen Bedingungen insgesamt 11.500 Juden aus Košice und Umgebung gepfercht wurden, und wo es an Lebensmitteln und Trinkwasser mangelte. Im Mai 1944 wurde Feld in das KZ Auschwitz deportiert. Wegen seiner Zwergwüchsigkeit – er maß 1,12 m – erregte er die Aufmerksamkeit der SS. Der KZ-Arzt Josef Mengele, der sich neben Zwillingen vor allem für Kleinwüchsige und Missgebildete interessierte, um diverse Untersuchungen an und Versuche mit ihnen anzustellen, brachte Feld zu diesem Zweck gemeinsam mit Zwillingspaaren und anderen Kleinwüchsigen in einer eigenen KZ-Baracke unter. Außerdem beschäftigte er ihn als Zeichner.

„Uns wurden zahlreiche Spritzen in nahezu alle Organe gegeben, Medikamente verabreicht, und wir wurden zahllosen Blutentnahmen unterzogen. Fast jeden Tag wurde an uns experimentiert. […] Mengele hat die Experimente persönlich überwacht, und er war fast jeden Tag da und hat bezüglich uns Weisungen an die Häftlingsärzte erteilt. …
Auch wenn unsere Lebensbedingungen wesentlich besser waren“ [als die der übrigen Häftlinge,] „erlebten wir große seelische Qualen, da wir davon wußten, daß wir früher oder später getötet werden und unsere Skelette in einem biologischen Museum aufgestellt werden.“

Feld wurde im KZ Auschwitz von der Roten Armee befreit, wobei ihm die sowjetische Propaganda eine Reihe von Heldentaten zuschrieb. Von der ganzen Familie Feld überlebten den Holocaust nur er, eine Schwester und ein Bruder. Von den Angehörigen seiner Familie, die ebenfalls nach Auschwitz deportiert worden waren, war er der einzige Überlebende. 1946 zog er zunächst zu einer Schwester nach Bratislava, beschloss aber 1949, nach Košice zurückzukehren.  Bis zu seinem Tod lebte er hier als Mal- und Zeichenlehrer. In seiner Kunst orientierte er sich am Sozialistischen Realismus, malte vor allem Stadtansichten, setzte sich aber auch mit seinen Erfahrungen in Auschwitz künstlerisch auseinander.